# 기관포

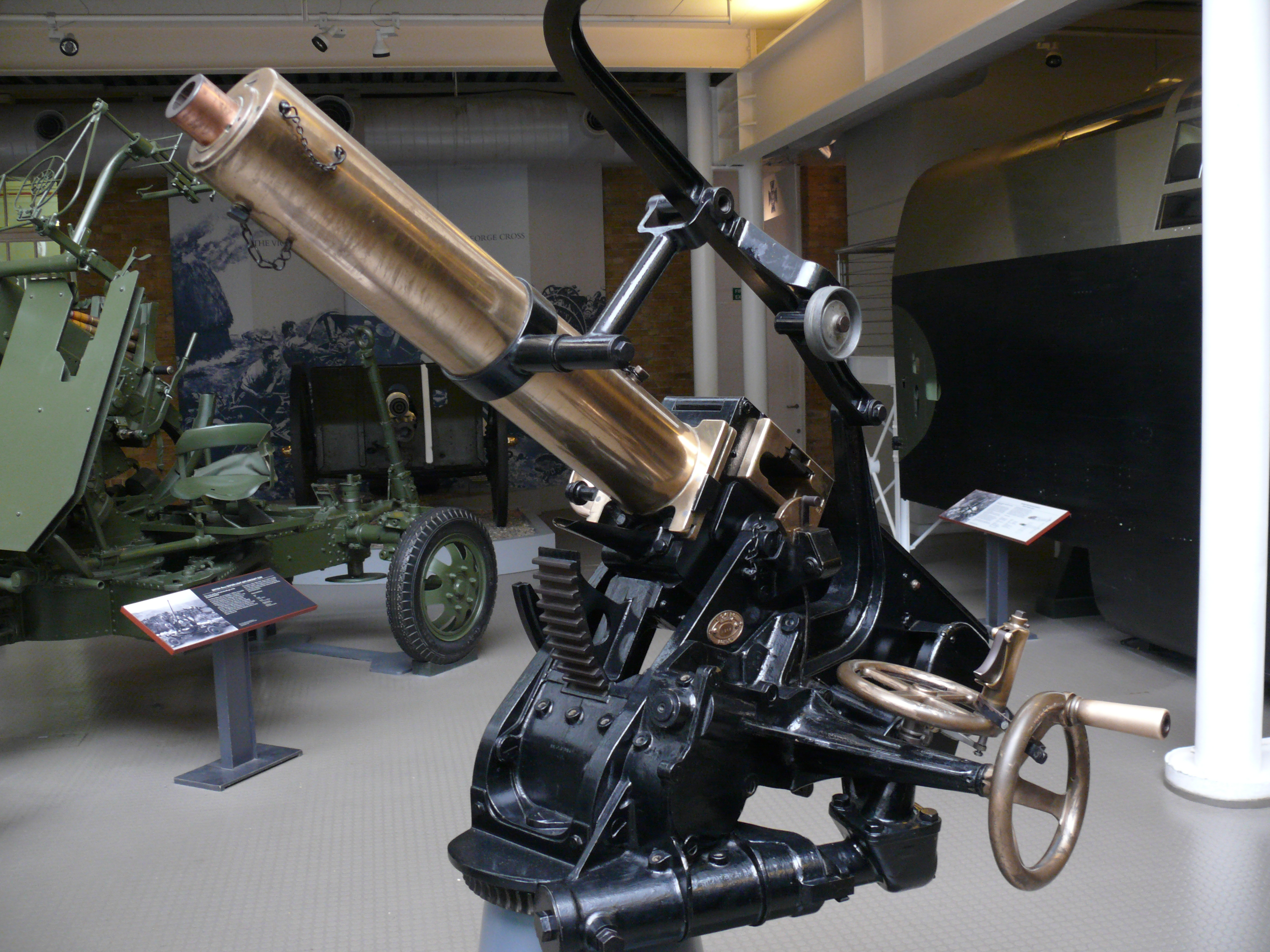
1903년의 QF 1 pounder Mk II "pom-pom"

기관포(機關砲)는 구경이 20mm 이상이고 포탄이 자동적으로 장전되고어 방아쇠를 당기면 포탄이 연속으로 발사되어 목표물을 관통하면서 폭발하여 파괴 효과를 높인다. 미국과 서유럽 국가들의 전투기에는 여러 개의 기관포신이 원형으로 묶여 연속으로 발사되는 M61 벌컨 기관포가 널리 쓰인다. 해군 함정에서는 구경 40mm~76mm의 기관포가 쓰인다.

## 역사
기관포의 효시는 19세기에 발명된 개틀링 기관총이였다.
구경이 20mm 이상인 기관포는 제2차 세계대전 때부터 전투기에서 기관총과 함께 전투기의 기본 무기로 쓰이기 시작했고, 대공무기에도 자주 쓰이게 되었다. 초음속 전투기가 사용된 1960년대부터 기관포는 기관총을 대신하여 공대공 유도탄과 함께 전투기의 기본 무기가 되었다.

## 같이 보기
- 리볼데퀸
- 기관총
- 자동화기